# Поморавско-тимочка зона у фудбалу
Поморавско-тимочка зона је била једна од тада укупно 8 зонских лига у фудбалу. Зонске лиге су четврти ниво лигашких фудбалских такмичења у Србији. Лига је формирана 2007. године спајањем Поморавске и Тимочке зоне. Од сезоне 2010/11. лига је бројала 16 клубова, за разлику од сезоне 2009/10. када је имала 18. Виши степен такмичења била је Српска лига Исток, а нижи Поморавска, Борска, Прва Расинска и Зајечарска окружна лига. Првак је ишао директно у Српску лигу Исток, док је другопласирани на табели играо бараж за попуну Српске лиге са другопласираном екипом Нишке зоне.
Лига је укинута 2014. године приликом реорганизације такмичења четвртог ранга на територији Фудбласког савеза региона Источне Србије заједно са Нишком зоном, а уместо њих настале су три нове зоне - Запад, Исток и Југ.

## Победници свих првенстава
| Сезона   | Бр. клуб. | Првак                    | Бодови | Другопласирани              | Бодови |
| 2007/08. | 18        | ФК Хајдук Вељко, Неготин | 72     | ФК Јединство, Параћин       | 71     |
| 2008/09. | 18        | ФК Раднички, Свилајнац   | 83     | ФК Ђердап, Кладово          | 67     |
| 2009/10. | 18        | ФК Слога, Деспотовац     | 77     | ФК Прва петолетка, Трстеник | 71     |
| 2010/11. | 16        | ФК Трговачки, Јагодина   | 50     | ФК Борац, Бивоље            | 50     |
| 2011/12. | 16        | ФК Морава, Ћуприја       | 66     | ФК Јединство, Параћин       | 57     |
| 2012/13. | 16        | ФК Тимочанин, Књажевац   | 60     | ФК Ђердап, Кладово          | 55     |
| 2013/14. | 16        | ФК Бор, Бор              | 65     | ФК Озрен, Сокобања          | 60     |

## Познатији клубови учесници
Ово су неки од клубова који су од 2007. године прошли кроз лигу:
- Бор, Бор
- Борац Бивоље, Бивоље
- Ђердап, Кладово
- Јединство Параћин, Параћин
- Жупа, Александровац
- Мајданпек, Мајданпек
- Морава Ћуприја, Ћуприја
- Озрен Сокобања, Сокобања
- Пореч, Доњи Милановац
- Прва петолетка Трстеник, Трстеник
- Раднички Свилајнац, Свилајнац
- Рудар Бор, Бор
- Слога Деспотовац, Деспотовац
- Тимочанин, Књажевац
- Трговачки Јагодина, Јагодина
- ОФК Лугомир Ракитово, Ракитово